# بهرا ۱
بهرا ۱ یک سایت باستان‌شناسی در منطقه صبیه در ساحل خلیج کویت است که با فرهنگ عبید مرتبط است. این یکی از قدیمی‌ترین سکونتگاه‌های فرهنگ عبید در منطقه خلیج فارس در حدود ۵۵۰۰–۴۹۰۰ قبل از میلاد است.

## تاریخچه تحقیقات
بهرا ۱ توسط دکتر سلطان الدویش از NCCAL کشف شد. کار باستان شناسی این محوطه از سال ۲۰۰۹ توسط هیئت باستان شناسی کویت-لهستان (KPAM) از مرکز باستان شناسی مدیترانه لهستان، دانشگاه ورشو، با همکاری شورای ملی فرهنگ، هنر و ادبیات دولت کویت انجام می شود. پروفسور پیوتر بیلینسکی به همراه دکتر حمید المطیری کاوش‌ها را هدایت می‌کند و پیش از همکاری با دکتر حمید المطیری، با دکتر سلطان الدویش کاوش ها را هدایت می‌کرد.

## اکتشافات باستان شناسان
شالوده‌های سنگی دیوارها در میان بقیه بقایایی که کشف شده اند، غالب است. پس از چند فاز ساختمانی مشخص شد که این مکان سکونتگاه دائمی بوده است. تحقیق در بهرا ۱ داده های جدیدی را در مورد نوسنگی در خلیج فارس و تعامل این منطقه با بین النهرین در دوره عبید ارائه کرد. این قدیمی ترین سکونتگاه دائمی در جنوب بین النهرین است. فرهنگ مادی سکونتگاه به شدت با فرهنگ عبید بین النهرین پیوند خورده است. حدود نیمی از قطعات سفالی یافت شده در این مکان از نوع عبیدوَر است که از بین النهرین وارد شده است. این مجموعه شامل ظروف لوکس با تزئینات غنی و ظروف ساده و کاربردی است. همچنین آرایه‌ای از اشیای کوچک سرامیکی از این محوطه، که برخی از آنها شاید زینت‌های شخصی، مانند دیسک‌های فلنجی و گل میخ‌های سرامیکی، و همچنین مخروط‌های جامه‌دار، نمونه‌ای برای آن دوره در بین النهرین هستند و از اشیایی با معنای نمادین برای فرهنگ عبید محسوب می‌شوند. نیمی دیگر از مجموعه سفال های بهرا ۱ مربوط به رنگ قرمز (Coarse Red) بود،  نوعی سفال مرتبط با دوران نوسنگی عربی؛ به عنوان یکی از یافته‌های منحصر به‌فرد این تحقیق می‌توان به قطعه‌ای از یک شیٕ مسی که احتمال زیاد، مربوط به عمان می‌شود، چرا که منابع این فلز، در عمان قرار داشت.
در سال ۲۰۱۸ یک مجموعه معماری متفاوت از سایر مجموعه های شناخته شده در این سایت مورد مطالعه قرار گرفت؛ به نظر می‌رسد این بنا دارای ویژگی مذهبی بوده و سنت محلی را با مفاهیمی برگرفته از فرهنگ عبید پیوند می‌دهد و همین امر آن را به قدیمی‌ترین بنای مذهبی نه تنها در کویت بلکه در کل منطقه خلیج فارس تبدیل می‌کند.